# Anoplotrupes
Genre
Anoplotrupes est un genre d'insectes de l'ordre des coléoptères, de la famille des géotrupidés.

## Liste des espèces
Selon BioLib (4 août 2014)
- Anoplotrupes balyi (Jekel, 1866)
- Anoplotrupes hornii (Blanchard, 1888)
- Anoplotrupes stercorosus (Hartmann in L.G. Scriba, 1791)

En Europe, selon Fauna Europaea (4 août 2014), ce genre ne comprend qu'une seule espèce :
- Anoplotrupes stercorosus (Scriba, 1791), répandue en France métropolitaine (absente de Corse).